# Szczytna
Szczytna (fino al 1945 Rückers) è un comune urbano-rurale polacco del distretto di Kłodzko, nel voivodato della Bassa Slesia.
Ricopre una superficie di 133,16 km² e nel 2004 contava 7 401 abitanti.
Località nei dintorni:
- Borek (Walddorf)
- Batorów (Friedrichsgrund)
- Bystra (Hartau)
- Ocieszów (Utschendorf)
- Szklarnia (Gläsendorf)
- Bobrowniki (Biebersdorf)
- Chocieszów (Stolzenau) con Studzienno (Kaltenbrunn)
- Dolina (Hermsdorf)
- Łężyce (Friedersdorf)
- Niwa (Reichenau)
- Słoszów (Roms)
- Wolany (Wallisfurth)
- Złotno (Goldbach)